# Blindspot (seizoen 1)
Dit artikel vat het eerste seizoen van Blindspot samen. In de Verenigde Staten liep dit seizoen van 21 september 2015 tot 23 mei 2016 en bevatte drieëntwintig afleveringen. 

## Rolverdeling

### Hoofdrollen
- Jaimie Alexander - Jane Doe, Taylor Shaw
- Sullivan Stapleton - FBI-agent Kurt Weller (teamleider)
- Rob Brown - FBI-agent Edgar Reade
- Audrey Esparza - FBI-agente Natasha Zapata
- Ashley Johnson - FBI-agente Patterson
- Marianne Jean-Baptiste - adjunct-directrice FBI Bethany Mayfair
- Ukweli Roach - dr. Robert Borden

### Terugkerende rollen
- Trieste Kelly Dunn - Allison Knight (US Marshal en geliefde van Kurt)
- François Arnaud - Oscar (medestander Jane Doe)
- Johnny Whitworth - Marcos (medestander Jane Doe)
- Jordana Spiro - Sarah Weller (zus van Kurt)
- Jay O. Sanders - Bill Weller (vader van Sarah en Kurt)
- Logan Smith - Sawyer (zoon van Sarah)
- Michael Gaston - directeur CIA Thomas 'Tom' Carter
- Joe Dinicol - David (vriend van Patterson)
- Sarita Choudhury - Witte Huis adjunct-directrice Sophia Varma

## Afleveringen
| Nr. | Aflevering | Titel                              | Regisseur       | Schrijver(s)                 | Selectie gastrollen | Uitzenddatum      |  |
| --- | ---------- | ---------------------------------- | --------------- | ---------------------------- | --- | ----------------- |  |
| 1 | 1          | Pilot                              | Mark Pellington | Martin Gero                  | Yung-I Chang - Chao Dave Quay - bediener polygraaf Trevor Long - Boyce | 21 september 2015 |  |
| Op Times Square wordt een tas gevonden met daarin naakte vrouw die geheel bedekt is met tatoeages. Op haar rug staat onder andere een grote tatoeage met de naam van FBI-agent Kurt Weller. Zij blijkt een onbekend soort drugs in haar systeem te hebben, dat ervoor zorgt dat haar geheugen compleet gewist is en zich niet kan identificeren. Kurt wordt gevraagd of hij de vrouw kent, hij blijkt haar niet te kennen. Nu de FBI haar niet kan identificeren besluiten zij haar de naam Jane Doe toe te kennen. Het lukt de FBI een oudere tatoeage bloot te leggen, die bedekt was met een nieuwe tatoeage, en het blijkt een Navy SEALs-tatoeage te zijn. Een van de tatoeages blijkt een adres te bevatten wat de FBI leidt naar een adres in Chinatown, daar ontdekken zij dat hier een terrorist verblijft met de naam Chao. Het lukt Kurt en Jane hem te stoppen voordat hij een aanslag kan plegen, hierbij krijgt Jane een flashback van een schietoefening van haar in een bos bijgestaan door een onbekende man. Deze onbekende man verschijnt later in het ziekenhuis waar hij Chao doodt. Een tweede flashback toont aan dat dezelfde man de onbekende drug aan Jane geeft, dit op haar eigen verzoek. Op het FBI-kantoor wordt er ontdekt dat er verschillende tatoeages een connectie heeft met een dossier dat beheerd wordt door adjunct-directrice FBI Bethany Mayfair. |            |                                    |                 |                              | |                   |  |
| 2 | 2          | Eight Slim Grins                   | Mark Pellington | Martin Gero                  | Robert Eli - majoor Arthur Gibson Cotter Smith - generaal Debra Monk - kolonel Powers Jason Alan Carvell - Ivan Musgrave | 28 september 2015 |  |
| FBI-agente Patterson heeft een speciaal computerprogramma gemaakt dat constant de tatoeages van Jane onderzoekt en met een database vergelijkt. Hieruit komt de naam van majoor Arthur Gibson naar boven, een militair piloot die een geheim drone-project naar buiten wil brengen. Het lukt hem om de controle te krijgen van een bewapende drone en doodt hiermee zijn voormalige baas, en een oude collega van hem die hem aangaf als klokkenluider. Het FBI-team ontdekt dan zijn volgende doelwit, het betreft het operatiecentrum van de dronepiloten. Zij willen nu voorkomen dat hij in zijn missie slaagt, vooral als blijkt dat dit operatiecentrum in hetzelfde gebouw zit als de FBI. Het lukt Patterson te achterhalen waar Gibson verblijft, en Kurt en Jane kunnen hem overmeesteren voordat hij zijn missie kan uitvoeren. Ondertussen krijgt Jane weer flashbacks, hierin ziet zij dat zij een non koelbloedig doodschiet, dit zorgt ervoor dat zij overladen wordt met schuldgevoelens. Dan ziet zij dat de non in werkelijkheid een vijandelijke soldaat was, en dat zij van het lichaam een USB-stick pakt. Kurt ontdekt ondertussen een opvallend litteken op de hals van Jane, dit zorgt ervoor dat hij vermoedt Jane in werkelijkheid Taylor Shaw is. Taylor was een oud buurmeisje van hem uit de kindertijd van 25 jaar geleden. Taylor werd toen op een avond ontvoerd uit haar woning en sindsdien is zij spoorloos verdwenen. In deze tijd werd de vader van Kurt verdacht van het verdwijnen van Taylor, en dit zorgde voor een splijting in de familie. Jane komt dan na een werkdag thuis, en wordt daar overvallen door een mysterieuze man. |            |                                    |                 |                              | |                   |  |
| 3 | 3          | Eight Slim Grins                   | Steve Shill     | Eoghan Mahony Martin Gero    | Adam David Thompson - Travis Robek Michael Rogers - Casey Robek Jason Kravits - dokter Frank Pando - sergeant Vasquez Stephanie Andujar - Isabella DeChirico                                                                | 5 oktober 2015    |  |
| Nadat Jane overvallen wordt door de mysterieuze man raakt zij betrokken in een gevecht, als de man haar waarschuwt voor de FBI wordt hij doodgeschoten door een sluipschutter. Dit zorgt ervoor dat Jane gaat twijfelen over haar werkzaamheden voor de FBI. De FBI onderzoekt het lichaam van de man, en het lukt hen niet om hem te identificeren. Patterson ontdekt in een van de tatoeages van Jane een dossiernummer van een FBI-dossier, het betreft een dossier van Saúl Guerrero. Saúl is een leider van een beruchte misdaadorganisatie en dat Mayfair hierbij betrokken is, wat zij echter niet bevestigt. Ondertussen vindt er een overval plaats op een juwelier, hierbij raakt overvaller Casey Robek zo zwaar gewond dat zijn partners hem achterlaten. Het blijkt dat Casey dezelfde Navy SEALs-tatoeage heeft als Jane. Wanneer hij in het ziekenhuis weer bij kennis komt bekent hij dat hij Jane kent, maar wordt dan ontvoerd door zijn broer Travis. In de jacht door de FBI op de broers worden zij allebei dodelijk geraakt, het lukt echter Casey nog het woord Orion te fluisteren naar Jane voordat hij sterft. Een DNA-onderzoek wijst uit dat Jane in werkelijkheid Taylor Shaw is, het verdwenen buurmeisje van Kurt. FBI-agent Edgar Reade is onthutst als hij ontdekt dat Jane officieel lid wordt van hun team, dit omdat hij haar nog steeds wantrouwt. Mayfair heeft een ontmoeting met Tom Carter, afdelingsdirecteur van de CIA, om te praten over operatie Daylight. Tom maakt zich grote zorgen over het feit dat deze operatie zeer geheim was en dat er maar vier personen hiervan op de hoogte zijn, en dat een tatoeage van Jane naar deze operatie verwijst. Tom eist van Mayfair dat zij ervoor zorgt dat deze situatie verdwijnt, desnoods met het laten verdwijnen van Jane.                       |            |                                    |                 |                              | |                   |  |
| 4 | 4          | Bone May Rot                       | Karen Gaviola   | Christina M. Kim             | Paul Fitzgerald - Frank Suri Natalie Thomas - Rebecca Fine Ted Koch - Ben Fine Jennifer Ikeda - Juliet Chang Michael Godere - Randy Luskey                                                                                  | 12 oktober 2015   |  |
| David, de vriend van Patterson, lost een puzzel op die verstopt zat in een tatoeage van Jane. Dit leidt het FBI-team naar een CDC laboratorium waar twee wetenschappers een dodelijk virus willen verspreiden om zo de wereld te redden voor overbevolking. Het lukt het team hen net op tijd te stoppen voordat zij het virus kunnen verspreiden. Patterson vraagt Mayfair om het dossier over Guerrero vrij te geven, maar zij weigert dit. Mayfair wil Patterson doen laten geloven dat zij dit niet kan doen omdat zij de actieve agenten uit het dossier wil beschermen. Mayfair krijgt ondertussen bezoek van Tom Carter die Jane persoonlijk wil ondervragen over wat zij weet, maar zij weigert dit verzoek. Kurt krijgt van Patterson te horen dat een test van een tand van Jane bewijst dat zij in Afrika is geboren, dit staat haaks op de eerdere DNA-test. Kurt blijft echter geloven in de eerdere DNA-test en dat Jane in werkelijkheid Taylor is, en vertelt haar verhalen over hun jeugd. Zapata krijgt een waarschuwing van haar bookmaker dat zij binnen drie dagen haar gokschuld moet aflossen. |            |                                    |                 |                              | |                   |  |
| 5 | 5          | Split the Law                      | Mark Pellington | Brendan Gall                 | Ayman Samman - Dodi Khalil Laith Nakli - Zahir Abraham Makany - Ramy Brooke Solvang - Jonge Jane | 19 oktober 2015   |  |
| Jane is uitgenodigd voor een etentje bij Kurt en zijn zus Sarah, zij kan echter de druk nog niet aan om Taylor te zijn en vlucht weg. Zij krijgt een flashback van haar kindertijd waarin zij een kelder wordt binnengebracht die gevuld is met andere kinderen. De vader van Kurt en Sarah wil het contact tussen hen herstellen, Kurt weigert hem echter te zien. Ondertussen blijkt een gijzelingsactie in een kantoor op een adres te zijn die verstopt zat in een van de tatoeages van Jane. Het FBI-team probeert de gijzeling te beëindigen, later blijkt de gijzeling een rookgordijn te zijn geweest voor een bevrijding van terrorist Dodi. Dodi, een bommenmaker, werd gevangen gehouden in een verborgen kamer door Tom Carter van de CIA. Dodi was bezig met het maken van een vuile bom, en nu hij weer bevrijd is kan hij zijn klus afmaken. Het FBI-team gaat nu achter hem aan en na een vuurgevecht lukt het hen Dodi te overmeesteren. Wanneer zij Dodi willen afvoeren verschijnt Tom ten tonele, hij eist zowel Dodi als Jane op. Mayfair wil niet dat Tom beiden meeneemt, en besluit dan alleen Dodi op te geven. Later heeft Tom een geheime ontmoeting met Zapata, hij geeft haar een flink pak geld met de eis dat zij alle FBI-informatie over Jane aan hem geeft. |            |                                    |                 |                              | |                   |  |
| 6 | 6          | Cede Your Soul                     | Rob Hardy       | Alex Berger                  | Aimee Carrero - Ana Montes Michael Godere - Randy Luskey Christos Vasilopoulos - Misha Rodrigo Lopresti - Shawn Palmer | 26 oktober 2015   |  |
| Wanneer er aanslagen plaatsvinden op overheidswagens door een app ontdekt de FBI dat er connectie is tussen dit en een tatoeage van Jane. Dankzij de hulp van een hacker lukt het hen de mensen op te pakken die hier verantwoordelijk voor zijn. Ondertussen heeft Jane een erotische droom met over wie zij denkt dat het Kurt is, hierdoor wil zij nu afstand bewaren tussen haar en hem. Maar het blijkt dat de man in de droom niet Kurt is, maar een onbekende man die Jane en haar huis observeert. Zapata besluit haar gokschuld af te betalen aan haar bookmaker met het geld wat zij van Tom Carter heeft gekregen. Zij vertelt hem ook dat zij klaar is met haar gokverslaving, dit kan hem echter niet overtuigen en geloofd dat hij haar snel terug zal zien. Sarah vertelt aan haar vader Bill dat Taylor nog in leven is. |            |                                    |                 |                              | |                   |  |
| 7 | 7          | Sent on Tour                       | Steve Shill     | Chris Pozzebon               | Dan Butler - Paul Bolton Lou Diamond Phillips - Saúl Guerrero Victor Joel Ortiz - hoofd gewapende bende | 2 november 2015   |  |
| Kurt ondervraagt Mayfair over het dossier Saúl Guerrero, zij verklaart dat Saúl haar informant was en dat hij later de FBI ging tegenwerken. Dit is de reden dat het dossier geheim is voor anderen. David, de vriend van Patterson, vraagt aan haar of zij met hem wil samenwonen, dit tot grote schrik voor haar. Ondertussen helpt David met het oplossen van een puzzel in een tatoeage van Jane. Mayfair ontdekt het werk van David, en geeft Patterson een ernstige waarschuwing voor het verlenen van toegang van vertrouwelijke informatie aan een burger. Dit zorgt ervoor dat Patterson in paniek raakt, en besluit dan de relatie tussen haar en David te verbreken. Het FBI-team volgt een aanwijzing in een tatoeage van Jane wat hen naar een dorp in Michigan brengt. Daar aangekomen ontdekken zij tot hun verbazing Saúl Guerrero aan. Na zijn arrestatie ontdekken zij al snel dat de andere dorpsbewoners niet willen dat Saúl wordt meegenomen en gaan een gevecht aan met het team. Na een vuurgevecht en hulp van andere tatoeages van Jane lukt het team om Saúl naar het FBI-kantoor te brengen. Kurt ontdekt dan dat Mayfair en Saúl elkaar helemaal niet kennen, en confronteert haar hiermee. Mayfair besluit dan om Kurt in te wijden over operatie Daylight. |            |                                    |                 |                              | |                   |  |
| 8 | 8          | Persecute Envoys                   | Marcos Siega    | Chelsey Lora                 | James Colby - inspecteur Rossi Judy Marte - politieagente Costello Blaire Brooks - politieagente Dunn Monica Wyche - mrs. Schultz Roy Jackson - Ricky Holt                                                                  | 9 november 2015   |  |
| Vijf jaar geleden: vond er een geheime ontmoeting plaats tussen Mayfair, Tom Carter, Witte Huis adjunct-directrice Sofia Varma en stafchef van het Witte Huis Davenport. Nu: Mayfair vertelt Kurt over deze ontmoeting, in deze ontmoeting werd afgesproken dat zij vertrouwelijke informatie, die verzameld werd door de NSA, illegaal voor hun eigen gewin te gebruiken. Om deze informatie officieel te gebruiken zorgde Mayfair ervoor deze informatie op papier van Saúl Guerrero kwam. Kurt is ontsteld na deze bekentenis en beschuldigt haar ervan leugens te gebruiken, en wil op het moment niets meer met haar te maken hebben. Een flashback laat zien dat Mayfair en Varma een romantische relatie hadden, en dat Varma later zelfmoord pleegde. Ondertussen worden twee politieagenten van de NYPD doodgeschoten. Er wordt al snel vermoedt dat dit te maken heeft met een schietpartij door de NYPD op een zwarte jongen en de daaruit ontstaande rellen. Er blijkt ook een tatoeage van Jane hierop te wijzen, door een districtsnummer van de politie-eenheid. Verder onderzoek wijst echter uit dat de moord op de twee agenten niets met de eerdere rellen te maken heeft, maar dat zij vermoord zijn door hun eigen collega's die mensen chanteerden met behulp van beelden die gemaakt zijn door politie bodycams. Tom Carter eist ondertussen dat Zapata meer informatie geeft over Jane, zij weigert hieraan verder mee te werken. |            |                                    |                 |                              | |                   |  |
| 9 | 9          | Authentic Flirt                    | David McWhirter | Katherine Collins            | Ennis Esmer - Gord Enver / Rich Dotcom Lou Diamond Phillips - Saúl Guerrero Heidi Germaine Schnappauf - roodharige vrouw Emmanuel Brown - Felix                                                                             | 16 november 2015  |  |
| Patterson ontrafelt een tatoeage van Jane wat het FBI-team leidt naar een website waarop criminelen discussiëren over hun misdaden. Het onderzoek leidt hen dan naar een locatie waar een vuurgevecht volgt en waarbij twee huurmoordenaars omkomen. Allison Knight, een U.S. Marshal en ex-vriendin van Kurt, vertelt hen dat er een hack plaats heeft gevonden op het getuigenbeschermingsprogramma en dat de omgekomen huurmoordenaars een lijst van de beschermde getuigen wilde kopen. Kurt en Jane gaan undercover als de huurmoordenaars om zo erachter te komen wie de lijst te koop aanbiedt. Zij worden naar een zwaar beveiligd eiland gebracht waar de verkoper zich bevindt. De rest van het FBI-team probeert ondertussen erachter te komen waar Kurt en Jane zich bevinden om zo bijstand te verlenen. Het lukt hen net op tijd de locatie te ontdekken om Kurt en Jane te helpen bij de arrestatie van de verkoper. Ondertussen hebben Mayfair en Tom Carter een heftige discussie over het lot van Saúl Guerrero, ondanks de protesten van Mayfair besluit Tom het te laten vermoorden in de gevangenis zodat het dossier Daylight geheim blijft. Tom eist ook van Zapata dat zij een afluisterapparaat plaatst in de woning van Jane, zij weigert dit echter. Paterson komt David, haar ex-vriend, weer tegen die haar terug wil in zijn leven. Zij wil echter hier niet in mee, dit omdat zij haar werk niet op het spel wil zetten. Later ziet David een vrouw een boek inkijken met geheime codes die hij pas samen met Patterson heeft ontdekt en besluit haar te volgen. Hij weet echter niet dat hij ook gevolgd wordt door een onbekende man, terwijl hij de vrouw achtervolgd in een steeg wordt hij later door de man dood aangetroffen.                                                                             |            |                                    |                 |                              | |                   |  |
| 10 | 10         | Evil Handmade Instrument           | Marcos Siega    | Christina M. Kim             | Afton Williamson - Kara Sloane Amy Hargreaves - Olivia Delidio Mike Doyle - Nathan Williams Heidi Germaine Schnappauf - Kate Williams (roodharige vrouw) Anne Richardson - Emily Levkin Christopher J. Domig - Roger Levkin | 23 november 2015  |  |
| Mayfair heeft een ontmoeting met Tom Carter, hij eist van haar om Jane te laten verdwijnen nu zij de laatste is wie het bestaan weet van Daylight. Tom geeft Zapata ook haar laatste kans om een afluisterapparaat te plaatsen in de woning van Jane. Het FBI-team ontdekt via een codeboek een slapende Russische spionnenbende. Patterson wil ondanks haar verlies van David meewerken aan het onderzoek. Zij ontdekken verder dat een roodharige vrouw de moordenaar van David en een van de spionnen is, en dat zij als taak doelwitten moet uitschakelen die anti-Rusland zijn. Het lukt hen haar op te sporen en na een heftig gevecht kunnen zij haar arresteren. Na deze gebeurtenissen ontsnapt Jane aan haar beschermers en zoekt Kurt bij zijn huis op, waar zij hem kust. Na de kus wil zij terugkeren naar haar huis, maar wordt dan door Tom Carter ontvoerd. Hij wil haar door middel van waterboarding dwingen om te vertellen wat zij weet over Daylight. Door haar geheugenverlies kan zij hem echter niets vertellen, dit tot grote woede van Tom. Wel krijgt zij een flashback over een gesprek waar het woord Orion valt, als zij woord dit tegen Tom zegt wordt hij nog woester. Voor het moment dat hij haar wil doden wordt hij doodgeschoten door een onbekende man. Deze man heeft dezelfde tatoeage op zijn arm als de man waarover Jane erotische dromen heeft. Hij laat aan Jane een videoboodschap zien waarin zijzelf onthult dat zij dit alles zelf heeft geënsceneerd, inclusief het geheugenverlies. |            |                                    |                 |                              | |                   |  |
| 11 | 11         | Cease Forcing Enemy                | Rob Seidenglanz | Martin Gero                  | Sakina Jaffrey - dr. Albright John Hodgman - hoofd inspecteur Jonas Fischer Alex Hernandez - Mike Usman Ally - Hakim | 29 februari 2016  |  |
| Een tatoeage op Jane leidt het FBI-team naar een verlaten eiland vlak bij Turkije, waar zij een passagiersvliegtuig ontdekken dat recent van de radar verdween. Dan worden zij overmeesterd door een groep terroristen, die de passagiers gegijzeld houden op het eiland. Dit om een passagier te dwingen voor hen een apparaat te bouwen die alle Amerikaanse satellieten kan uitschakelen. Dankzij de hulp van de passagiers kunnen zij de terroristen uitschakelen, voordat zij erin slagen hun plan uit te voeren. Ondertussen vertelt Oscar, de onbekende man die Jane redde van Tom Carter, aan haar dat zij hem kan vertrouwen. Verder vertelt hij haar dat zij hem orders heeft gegeven, voordat zij zichzelf geheugenverlies heeft gegeven, haar alles te vertellen over het plan en waarom zij dit heeft gedaan. |            |                                    |                 |                              | |                   |  |
| 12 | 12         | Scientists Hollow Fortune          | Rich Newey      | Alex Berger                  | Gaius Charles - sergeant Charlie Napier Adrienne D. Williams - Catherine Napier Paul Calderon - legerinstructeur Jenna Stern - dr. Lindsay Sparacino Jonathan Wilde - Ken Thorpe                                            | 7 maart 2016      |  |
| Oscar draagt Jane op om bij Mayfair een pen om te wisselen, als zij vraagt waarom geeft hij hier geen antwoord op maar vraagt haar hem te vertrouwen. Wanneer een luchtmacht sergeant drie mensen dood bij een legerbasis, ontdekt het FBI-team dat zijn naam verstopt zit in een tatoeage van Jane. In dezelfde tatoeage ontdekken zij nog vier namen meer, hun schok is groot als zij verder ontdekken dat deze vier en de sergeant alle dood waren verklaard. Het team traceert de sergeant in zijn ouderlijke woning, en na zijn arrestatie ontdekken zij dat hij deel uitmaakte van een experiment waarin hij omgebouwd werd tot een supersoldaat. Nadat hij ontvoerd wordt door de dokter van het experiment lukt het team om te achterhalen waar hij verborgen wordt gehouden, een verlaten pakhuis in Brooklyn. Zij willen de sergeant redden uit de handen van de dokter, maar Kurt wordt dan gedwongen hem dood te schieten als hij Jane bedreigd. |            |                                    |                 |                              | |                   |  |
| 13 | 13         | Erase Weary Youth                  | Marcos Siega    | Chris Pozzebon               | John Hodgman - hoofd inspecteur Jonas Fischer Afton Williamson - Kara Sloane Amy Hargreaves - Olivia Delidio Eva Kaminsky - Maria Blanter                                                                                   | 14 maart 2016     |  |
| Een tip onthult dat er een mol actief is binnen de FBI. Het team moet er nu zien achter te komen wie de mol is, dit terwijl zij onder een zwaar onderzoek worden gesteld door hoofdinspecteur Fischer. Hij onderzoekt Mayfair en haar team, en onthult hun diepste geheimen. Tevens ontdekt hij bewijzen dat Jane geen alibi kan geven voor haar verblijf tijdens de nacht dat Tom Carter verdween, en beschuldigt haar voor het doden van hem. Een FBI-informant identificeert Jane als de mol en Fischer arresteert haar. Kurt is er echter van overtuigd dat Jane onschuldig is en dwingt de informant meer informatie prijs te geven, en ontdekt dan dat Fischer zelf de mol is. Het lukt hem samen met zijn team Jane te bevrijden uit de handen van Fischer, Jane gaat dan achter hem aan en doodt hem. Ondertussen vertelt Reade aan Kurt dat hij een relatie heeft met zijn zus Sarah, Kurt eist dat hij deze relatie beëindigt. Reade en Mayfair beseffen dat het bewijs van Fischer tegen Jane best wel overtuigend was, en vragen zich af of zij dan toch achter de moord op Tom zit. Jane heeft een ontmoeting met Oscar, hij vertelt haar dat zij een tatoeage heeft die onmiddellijk aandacht nodig heeft. Jane is zo boos en ontzet over de laatste gebeurtenissen dat zij hem verlaat. |            |                                    |                 |                              | |                   |  |
| 14 | 14         | Rules in Defiance                  | Kenneth Fink    | Kristen Layden               | Rosa Arredondo - Camila Solis Aaron Abrams - Matthew Weitz Maria Rivera - Natalie Wilson Jermaine Heredia - Ronnie Vargas Neal Matarazzo - Maxwell Tate                                                                     | 21 maart 2016     |  |
| Een tatoeage leidt het team naar een adres waarin zij betrokken raken in een schietpartij, hierdoor verpesten zij een undercoveroperatie van de politie. Dan ontdekken zij door een graffiti-schilderij op een muur een man die wacht op zijn doodstraf voor vrouwenhandel, en waarschijnlijk onschuldig is. Wanneer het team er niet in slaagt het tijdstip van de doodstraf uit te stellen, worden zij gedwongen om uit te zoeken wie achter de vrouwenhandel zit om zo de gevangene te redden. Het team ontdekt het volgende doelwit voor de vrouwenhandel bende, en Zapata neemt de plaats in van het doelwit. Als zij wordt gedrogeerd, ontvoerd en haar gps-volgsysteem wordt afgenomen, raakt zij uit zicht van haar team. Ondertussen discussieert Jane met haar therapeut of zij wel of niet moet blijven bij de FBI, hoort zij van Zapata en besluit dan het team te helpen. De ontvoerders ontdekken dan dat Zapata niet is wie zij hoort te zijn. Onder de bende bevinden zich corrupte politici en een zakenman die in paniek wegvluchten, tijdens de vlucht steken zij de woning in brand waar Zapata en de ontvoerde vrouwen gevangen zitten. Zapata helpt de vrouwen uit de brand te ontsnappen, maar het lukt haar zelf niet te ontsnappen. Het lukt het FBI-team op tijd de bende te arresteren en Zapata te redden uit de brand. Reade is een persoonlijk onderzoek gestart naar de dood van Tom Carter, maar wordt dan bewusteloos geslagen door een onbekende man. Jane vertelt aan Oscar dat zij weigert verder te gaan met hun oorspronkelijke plan, Oscar waarschuwt haar dat het leven van Kurt op het spel staat als zij weigert mee te werken. |            |                                    |                 |                              | |                   |  |
| 15 | 15         | Older Cutthroat Canyon             | Marcos Siega    | Brendan Gall                 | Tom Lipinski - Cade Grace Rex - Kristy DeShawn Harold Mitchell - Danny Franklin Ojeda Smith - Hobbes | 28 maart 2016     |  |
| Jane krijgt van Oscar een nieuwe opdracht, zij moet een gps-volger installeren in de auto van het FBI-team. Reade komt weer bij bewustzijn en ontdekt dat er een pistool tegen zijn hoofd wordt gehouden. De onbekende man achter het pistool waarschuwt hem te stoppen met zijn onderzoek naar de dood van Tom Carter, zo niet dan is het leven van Sarah in gevaar. Reade besluit hier gehoor aan te geven en vertelt Sarah dat hun relatie over is, dit tot groot verdriet van haar. Patterson lost weer een tatoeage op van Jane, dit leidt het FBI-team naar een recentelijk beroofde galerie. Kurt wordt dan slachtoffer van een bom die verstopt zat in een kunstwerk en wordt snel afgevoerd naar het ziekenhuis. Reade en Jane onderzoeken dan de woning van de artiest van de tentoonstelling, maar worden dan onder schot genomen door een sluipschutter. Door een flashback herkent zij de sluipschutter, en gaat in achtervolging als hij wegvlucht, dit zonder waarschuwing aan Reade. Kurt hoort van haar verdwijning en besluit tegen een doktersadvies in het ziekenhuis te verlaten. Terwijl het team Jane probeert te vinden hoort Jane van Oscar wie de sluipschutter is. Op een scheepswerf komt de FBI in een val terecht die door de sluipschutter was opgezet. Oscar probeert uit alle macht Jane te beschermen, het lukt haar echter toch om ook naar de scheepswerf te komen waar zij gevangen wordt genomen door de sluipschutter. Het lukt het team om te ontsnappen uit hun gevangenis om op zoek te gaan naar Jane en de sluipschutter. Jane wordt onder schot gehouden door de sluipschutter, dan wordt hij neergeschoten door Oscar die beiden in het water vallen. Jane gaat hierna naar de ontmoetingsplek van Oscar waar zij hem levend aantreft, beide weten niet dat de sluipschutter ook nog in leven is. |            |                                    |                 |                              | |                   |  |
| 16 | 16         | Any Wounded Thief                  | Tricia Brock    | Christina M. Kim             | Victor Slezak - generaal Mark Sheridan Sandrine Holt - Vanessa Chang Stephanie Roth Haberle - Emma Shaw | 4 april 2016      |  |
| Sarah is zo boos dat zij gedumpt is door Reade dat zij besluit het appartement van Kurt te verlaten, dit terwijl de relatie tussen Kurt en Allison Knight steeds hechter wordt. Vandaag is ook de verjaardag van Taylor, Kurt geeft ter ere hiervan een hanger aan Jane die van haar moeder was. Het FBI-team moet op onderzoek uit nadat een gepantserde wagen met gestolen saringas wordt beroofd. Het onderzoek leidt hen naar een corrupte generaal die het gas aan Zuid-Korea wilde verkopen. Ondertussen raakt Jane ontzet als zij het verzoek krijgt van Oscar om dichter bij Kurt te komen, tijdens hun discussie slaat de vonk over en hebben samen seks. Patterson heeft nog steeds last van haar herinneringen aan David, dit nadat zij een bevestiging krijgt van een reservering voor hun eenjarig samenzijn dat hij gemaakt heeft voor zijn dood. Op aandringen van dr. Borden gaat zij naar de reservering, hier krijgt zij een puzzel voorgeschoteld die David nog gemaakt had. Zij raakt in een gesprek met de geest van David, en lost de puzzel op dat een verborgen boodschap onthult van een oplossing van een tatoeage die David nog maakte voor zijn dood. |            |                                    |                 |                              | |                   |  |
| 17 | 17         | Mans Telepathic Loyal Lookouts     | Jeff T. Thomas  | Rachel Caris Love            | Aaron Abrams - Matthew Weitz David Aaron Baker - Mark Waterman Eisa Davis - Alexandra David Alan Basche - Patrick Lyman | 11 april 2016     |  |
| Patterson gebruikt de aanwijzingen van David om zo een tatoeage van Jane te ontrafelen, dit leidt haar naar een antiekwinkel. Daar aangekomen raakt zij in een gesprek met de eigenaar, dan wordt zij ineens ontvoerd door de eigenaar. Het FBI-team ontdekt haar afwezigheid en probeert haar laatste stappen te achterhalen. Zij ontdekken dat haar ontvoerder een seriemoordenaar is die door zijn broer, en invloedrijke senator, wordt beschermd. Het lukt hen Patterson te bevrijden, en doden hierbij de ontvoerder en arresteren de broer. Ondertussen bekent Reade tegen Mayfair dat hij gedwongen wordt om de zoektocht naar de moordenaar op Tom Carter te staken. |            |                                    |                 |                              | |                   |  |
| 18 | 18         | One Begets Technique               | Karen Gaviola   | Martin Gero                  | Ennis Esmer - Rich Dotcom Ajay Naidu - Shohid Ahktar Eisa Davis - Alexandra Neil Jackson - Randall Turner Josh Dean - Boston                                                                                                | 18 april 2016     |  |
| Het FBI-team wordt gedwongen om samen te werken met Rich Dotcom, die zij hebben laten opsluiten, om zo een crimineel op te pakken die als bankier werkt voor terroristen. Hun idee is om 12 schilderijen te stelen van een professor die op de zwarte markt veel geld opbrengen en die de bankier graag in zijn bezit wil krijgen. Later ontdekken zij te laat dat deze hele operatie een opgezet plan van Dotcom en zijn partner was om zo zelf de schilderijen in bezit te krijgen en te ontsnappen uit de gevangenis. Ondertussen ontmoet Jane de vader van Kurt, en begint met het plan van Oscar om de herinneringen aan haar jeugdtijd van haar en Kurt te leren. Mayfair ontdekt tot haar ontzetting dat haar oude liefde Sofia, die zelfmoord pleegde, nog leeft. |            |                                    |                 |                              | |                   |  |
| 19 | 19         | In the Comet of Us                 | Dermott Downs   | Ryan Johnson Peter Lalayanis | Charles Brice - Levi Hart Brian O'Neill - coach Jones Chukwudi Iwuji - vriend van Oscar Frank De Julio - kleermaker Sonnie Brown - Karen Morris Christy Escobar - Valerie                                                   | 25 april 2016     |  |
| Zapata lost een tatoeage op van Jane, dit leidt het FBI-team naar de Hudson Universiteit voor een ogenschijnlijk onschuldige fraudezaak met schoolbeurzen. Terwijl zij willen vertrekken raken zij verzeild in een schietpartij in het schoolgebouw. Zij besluiten zich op te splitsen om zo meer kans te maken om de schutters te overmeesteren. Nadat zij de schutters hebben overmeesterd blijkt dat zij slachtoffers waren van seksueel misbruik door hun coach, waar Reade in zijn jeugd ook contact mee had. Tijdens dit gebeuren worden details onthuld van de teamleden: de relatie tussen Kurt en zijn vader, de relatie tussen Jane en Oscar, de geheime gokbijeenkomsten van Zapata en de beëindiging van de relatie tussen Reade en Sarah die hij opbiecht tegen zijn kleermaker. Ondertussen geeft Mayfair een flink som geld aan Sofia om zo te helpen ontsnappen aan haar achtervolgers. Mayfair biedt haar bescherming aan, dit weigert Sofia en Mayfair stuurt haar hierna weg. |            |                                    |                 |                              | |                   |  |
| 20 | 20         | Swift Hardhearted Stone            | Rob Seidenglanz | Christina M. Kim             | Eisa Davis - Alexandra Oona Laurence - Maya Ahmadi William Ragsdale - Russell Franklin Chris Beetem - Jeremy Rance | 2 mei 2016        |  |
| Dr. Borden roept de hulp in van het FBI-team, dit omdat hij een autistisch meisje behandeld die een erg gedetailleerde tekening maakte van een tatoeage die Jane op haar lichaam heeft. Het blijkt dat het meisje de dochter is van een gezochte terroristenleider, en dat haar andere tekeningen waardevolle inlichtingen bevat. Wanneer de moeder van het meisje vermoord wordt gevonden, wordt er besloten dat het meisje bescherming nodig heeft. Het team neemt haar mee naar een afgelegen huisje die dr. Borden beschikbaar stelt. Daar schakelen zij een groep gewapende mannen uit die op jacht waren naar het meisje. Dankzij een tekening van het meisje kunnen zij de grote man achter de schermen ontmaskeren, het blijkt een hoge diplomaat te zijn die het team op het eerste oog wilde helpen. Ondertussen maakt Zapata zich zorgen over de rol van Mayfair, en deelt dit met Reade. Jane steelt data informatie van de FBI, dit in opdracht van Oscar. Mayfair geniet van een avondje uit en dit eindigt op de hotelkamer van een vrouw die zij heeft ontmoet. Later wordt de vrouw vermoord, en Mayfair krijgt dan een telefoontje met de waarschuwing dat zij moet stoppen met het onderzoek naar de dood van Tom Carter. |            |                                    |                 |                              | |                   |  |
| 21 | 21         | Of Whose Uneasy Route              | Jeff F. King    | Alex Berger                  | Aaron Abrams - Matthew Weitz Lindsey Broad - advocate Eisa Davis - Alexandra David Castaneda - Carlos Katty Velasquez - Nicole                                                                                              | 9 mei 2016        |  |
| Wanneer het FBI-kantoor wordt gehackt moet het FBI-team, onder leiding van Patterson, met gebruik van analoge technologie, de indringers zien te vinden. Nadat zij de indringers vinden, moeten zij alles op alles zetten om hen te stoppen voordat er doden vallen onder de FBI-team en Sarah die op bezoek was. Ondertussen ontdekt Mayfair dat Zapata meewerkt aan een intern onderzoek tegen haar. Hoofd interne zaken Weitz neemt het onderzoek over naar de dood van Alexandra, de vrouw die vermoord werd terwijl zij bij Mayfair was. Mayfair wordt dan gearresteerd voor de moord op Alexandra, die later iemand anders blijkt te zijn dan zij wilde laten geloven. Sarah vertelt aan Reade dat zij New York verlaat om zo een nieuw leven op te bouwen. Jane realiseert zich dat al de missies die zij uitvoerde voor Oscar deel uitmaakte om zo Mayfair erin te luizen voor de moord. |            |                                    |                 |                              | |                   |  |
| 22 | 22         | If Love a Rebel, Death Will Render | Romeo Tirone    | Brendan Gall                 | Dylan Baker - FBI directeur Pellington Suzy Jane Hunt - Tracy Warren Mark Junek - Bryce Warren Dan Ziskie - Peter Warren Mike Masters - Dennis                                                                              | 16 mei 2016       |  |
| Wanneer Jane Oscar beschuldigt haar gebruikt te hebben voor het arresteren van Mayfair verschijnt Sofia ten tonele. Zij onthult aan Jane dat zij voor haar geheugenverlies dit zelf opgezet had om zo Mayfair klein te krijgen. Ondertussen onderzoekt het FBI-team een achtergelaten baby, en dit brengt een duistere wereld naar boven met wetenschappers die genetisch gemanipuleerde baby's wilde maken om zo terminale mensen te kunnen genezen. Mayfair zit thuis met een enkelband, het lukt haar hieraan te ontsnappen om zo op jacht te gaan op wie haar erin geluisd heeft. Het spoor leidt haar naar de schuilplaats van Oscar en Jane, waar zij dan doodgeschoten wordt door Oscar. De baas van Mayfair, directeur Pellington, ontslaat Jane van haar FBI-werkzaamheden, en beëindigt al het onderzoek naar de tatoeages van Jane. Tegelijkertijd promoveert hij Kurt naar de functie die Mayfair invulde. Later wordt Kurt naar zijn stervende vader geroepen, waar hij van zijn vader hoort dat hij vroeger Taylor Shaw heeft gedood. Dit komt als een schok aan bij Kurt, nu rest voor hem de vraag: Wie is Jane Doe? |            |                                    |                 |                              | |                   |  |
| 23 | 23         | Why Await Life's End               | Rob Seidenglanz | Martin Gero                  | Aimee Carrero - Ana Montes Franklin Ojeda Smith - Hobbes Brooke Solvang - jonge Taylor Drew Powell - jonge Weller Violette Tarantino-Marie - jonge Sarah                                                                    | 23 mei 2016       |  |
| Om Oscar op te sporen roept Jane de hulp in van Ana, een hacker die de FBI eerder nog heeft geholpen. De vader van Kurt vertelde op zijn sterfbed dat hij Taylor heeft begraven onder een fort uit zijn kindertijd nadat hij haar had gedood, maar op die plaats is niets te vinden. Dan herinnert Kurt zich een ander fort uit zijn kindertijd. Daar aangekomen treft hij uiteindelijk het lichaam van Taylor aan. Uiteindelijk vindt Jane Oscar, hij slaat haar bewusteloos en neemt haar gevangen. Wanneer zij weer bij kennis is hoort zij van hem dat zij inderdaad Taylor niet is, en legt haar uit wat de plannen zijn van zijn groep en dat zij geleid worden door Shepherd. Oscar wil dan haar geheugen opnieuw verwijderen, het lukt Jane echter zichzelf te bevrijden en overmeesterd Oscar wat eindigt in zijn dood. Zapata, Reade en Patterson zijn intussen op zoek naar Mayfair, en ontdekken dan dat zij gedood is. In het huis van Mayfair ontdekken zij een USB-stick met dossiers genaamd Daylight, Orion en M7G677. Jane keert terug naar haar huis waar zij opgewacht wordt door Kurt, die boos op haar is door het voordoen als Taylor en arresteert haar hierna. |            |                                    |                 |                              | |                   |  |